# Episodi di Good Witch (terza stagione)
La terza stagione della serie televisiva Good Witch, composta da 10 episodi, è stata trasmessa in prima visione negli Stati Uniti su Hallmark Channel dal 30 aprile al 2 luglio 2017. Un ulteriore episodio speciale andrà in onda il 22 ottobre 2017.
In Italia, la stagione è stata interamente pubblicata il 1º ottobre 2017 sul servizio on demand Netflix ad eccezione dell'episodio speciale.
| n°                                            | Titolo originale                              | Titolo italiano                  | Prima TV USA    | Pubblicazione Italia | Prima TV in chiaro Rai 2 |
| --------------------------------------------- | --------------------------------------------- | -------------------------------- | --------------- | -------------------- | ------------------------ |
| 1                                             | A Budding Romance                             | Un nuovo amore                   | 30 aprile 2017  | 1º ottobre 2017      |                          |
| 2                                             | Without Magic for a Spell                     | Non c'è più magia                | 7 maggio 2017   | 1º ottobre 2017      |                          |
| 3                                             | Day After Day                                 | Ogni giorno                      | 14 maggio 2017  | 1º ottobre 2017      |                          |
| 4                                             | How to Say, "I Love You!"                     | Come dire Ti amo                 | 21 maggio 2017  | 1º ottobre 2017      |                          |
| 5                                             | A Birthday Wish                               | Un desiderio di compleanno       | 28 maggio 2017  | 1º ottobre 2017      |                          |
| 6                                             | Say it with Candy                             | Con la dolcezza si ottiene tutto | 4 giugno 2017   | 1º ottobre 2017      |                          |
| 7                                             | In Sickness and in Health                     | In salute e in malattia          | 11 giugno 2017  | 1º ottobre 2017      |                          |
| 8                                             | Somewhat Surprising                           | Piuttosto sorprendente           | 18 giugno 2017  | 1º ottobre 2017      |                          |
| 9                                             | Not Getting Married Today, Part 1             | Oggi non mi sposo: Parte 1       | 25 giugno 2017  | 1º ottobre 2017      |                          |
| 10                                            | Not Getting Married Today, Part 2             | Oggi non mi sposo: Parte 2       | 2 luglio 2017   | 1º ottobre 2017      |                          |
| Speciale di Halloween: Good Witch: Spellbound | Speciale di Halloween: Good Witch: Spellbound | La Profezia di Halloween         | 22 ottobre 2017 | 1º settembre 2018    | 7 maggio 2020            |